# Prawo odbicia procesu Wienera

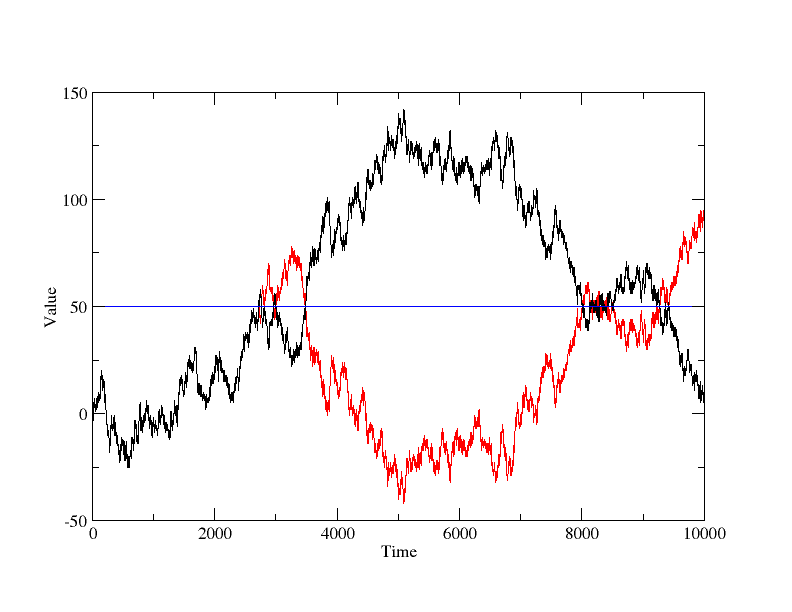
Czarna krzywa przedstawia symulację procesu Wienera. Gdy krzywa ta osiąga wartość a = 50 w punkcie t ≃ 3000, zarówno wyjściowy proces, jak i jego odbicie oznaczone na czerwono mają ten sam rozkład

Prawo odbicia procesu Wienera – twierdzenie mówiące, że jeżeli trajektoria procesu Wienera {\displaystyle f(t)} osiąga wartość {\displaystyle f(s)=a} w chwili {\displaystyle t=s,} to {\displaystyle 2\cdot a-f(t)(t>a)} jest również trajektorią pewnej realizacji procesu Wienera. Prawo odbicia można wyprowadzić z mocnej własności Markowa procesu Wienera.

## Twierdzenie
Niech {\displaystyle (W_{t})_{t\geqslant 0}} będzie procesem Wienera (rozpoczynającym od 0) oraz niech {\displaystyle a>0.} Wówczas prawo odbicia w swej podstawowej wersji orzeka, że
{\displaystyle {\mathsf {P}}\left(\sup _{0\leqslant s\leqslant t}W_{s}\geqslant a\right)=2{\mathsf {P}}(W_{t}\geqslant a).}
W ogólniejszej wersji, prawo odbicia orzeka, że jeżeli {\displaystyle \tau } jest skończonym prawie na pewno momentem zatrzymania procesu Wienera rozpoczynającego od 0, to proces {\displaystyle (W_{t}^{\tau })_{t\geqslant 0}} określony wzorem
{\displaystyle W_{t}^{\tau }=W_{t}\mathbf {1} _{\left\{t\leqslant \tau \right\}}+(2W_{\tau }-W_{t})\mathbf {1} _{\left\{t>\tau \right\}}}
jest również procesem Wienera, gdzie {\displaystyle \mathbf {1} } oznacza funkcję charakterystyczną zbioru.
Podstawowa wersja prawa odbicia wynika z podanej wyżej poprzez rozważenie momentu zatrzymania
{\displaystyle \tau =\inf \left\{t\geqslant 0\colon W_{t}=a\right\}.}

## Dowód podstawowej wersji prawa odbicia
Moment zatrzymania
{\displaystyle \tau _{a}=\inf \left\{t\geqslant 0\colon W_{t}=a\right\}.}
jest prawie na pewno ograniczony. Z mocnej własności Markowa wynika, że relatywna trajektoria względem momentu {\displaystyle \tau _{a}{:}}
{\displaystyle X_{t}:=W_{t+\tau _{a}}-a,}
jest również procesem Wienera, niezależnym od σ-ciała {\displaystyle {\mathcal {F}}_{\tau _{a}}^{W}.} Wówczas
{\displaystyle {\begin{aligned}{\mathsf {P}}\left(\sup _{0\leqslant s\leqslant t}W_{s}\geqslant a\right)&={\mathsf {P}}\left(\sup _{0\leqslant s\leqslant t}W_{s}\geqslant a,W_{t}\geqslant a\right)+{\mathsf {P}}\left(\sup _{0\leqslant s\leqslant t}W_{s}\geqslant a,W_{t}<a\right)\\&={\mathsf {P}}\left(W_{t}\geqslant a\right)+{\mathsf {P}}\left(\sup _{0\leqslant s\leqslant t}W_{s}\geqslant a,X_{t-\tau _{a}}<0\right).\end{aligned}}}
Z odpowiednich własności warunkowej wartości oczekiwanej wynika, że drugi składnik prawej strony powyższej równości wynosi
{\displaystyle {\begin{aligned}{\mathsf {P}}\left(\sup _{0\leqslant s\leqslant t}W_{s}\geqslant a,X_{t-\tau _{a}}<0\right)&={\mathsf {E}}\left[{\mathsf {P}}\left(\sup _{0\leqslant s\leqslant t}W_{s}\geqslant a,X_{t-\tau _{a}}<0|{\mathcal {F}}_{\tau _{a}}^{W}\right)\right]\\&={\mathsf {E}}\left[\mathbf {1} _{\{\sup _{0\leqslant s\leqslant t}W_{s}\geqslant a\}}{\mathsf {P}}\left(X_{t-\tau _{a}}<0|{\mathcal {F}}_{\tau _{a}}^{W}\right)\right]\\&={\mathsf {E}}\left[\mathbf {1} _{\{\sup _{0\leqslant s\leqslant t}W_{s}\geqslant a\}}{\mathsf {P}}\left(X_{t-\tau _{a}}<0\right)\right]\\&={\frac {1}{2}}{\mathsf {P}}\left(\sup _{0\leqslant s\leqslant t}W_{s}\geqslant a\right),\end{aligned}}}
ponieważ {\displaystyle (X_{t})_{t\geqslant 0}} jest procesem Wienera niezależnym od {\displaystyle {\mathcal {F}}_{\tau _{a}}^{W},} a prawdopodobieństwo przyjęcia wartości ujemnych przez każdą ze zmiennych {\displaystyle X_{t}} wynosi {\displaystyle 1/2} z uwagi na ich symetrię. Ostatecznie, z otrzymanych zależności otrzymujemy
{\displaystyle {\begin{aligned}{\mathsf {P}}\left(\sup _{0\leqslant s\leqslant t}W_{s}\geqslant a\right)&={\mathsf {P}}\left(W_{t}\geqslant a\right)+{\frac {1}{2}}{\mathsf {P}}\left(\sup _{0\leqslant s\leqslant t}W(s)\geqslant a\right),\\{\mathsf {P}}\left(\sup _{0\leqslant s\leqslant t}W_{s}\geqslant a\right)&=2{\mathsf {P}}\left(W_{t}\geqslant a\right).\end{aligned}}}